# Drapeau de la Communauté d'Afrique de l'Est
Le drapeau de la Communauté d'Afrique de l'Est est le drapeau utilisé depuis 2008 par la Communauté d'Afrique de l'Est, une organisation intergouvernementale composée de huit pays de la région des Grands Lacs africains en Afrique de l'Est.

## Description
La Community Emblem Act, 2003 définit le symbolisme derrière le drapeau :
- Bleu : référence au Lac Victoria ; signifiant l'unité des États partenaires de la CAE ;
- Blanc, noir, vert, jaune, rouge : référence aux différentes couleurs des drapeaux de chacun des États partenaires de la CAE ;
- Poignée de main : esprit communautaire ;
- Centre : emblème de la Communauté d'Afrique de l'Est (en).

## Histoire
La première version du drapeau a été adoptée en 2003 par la Community Emblem Act, 2003, alors que la Communauté ne comptait que trois membres : le Kenya, la Tanzanie et l'Ouganda. En 2007, la Communauté s'est élargie pour inclure le Burundi et le Rwanda. En 2008, pour tenir compte de cette expansion du nombre de membres, la loi sur les emblèmes communautaires (amendement) a été adoptée, qui a modifié l'emblème en y incluant le Burundi et le Rwanda.

## Galerie

Ancien drapeau (1967-1977)